# Amt Nauen
Das Amt Nauen, gelegentlich auch Amt Nauen in/zu Berge selten auch Amt Berge genannt, war ein königlich-preußisches Domänenamt, das 1720 geschaffen wurde. Das Amt hatte seinen Sitz in Berge (heute ein Ortsteil von Nauen, Landkreis Havelland, Brandenburg). Auch das Amtsgebiet bestehend aus vier Dörfern und zwei Vorwerken gehört heute vollständig zum Stadtgebiet von Nauen. 1872 wurde das Amt aufgelöst.

## Geschichte
1719 kaufte der preußische König Friedrich Wilhelm I. das Dorf und Vorwerk Lietzow von Johann Tentzer für 46.000 Taler. Am 15. Mai 1720 kaufte er auch das Dorf Berge und die wüste Feldmark Bernitzow einschließlich der Schäferei, die darauf betrieben wurde für 63.000 Taler von Adam Friedrich von Hake. Die beiden Dörfer wurden zu einem neuen königlichen Amt mit Sitz in Berge zusammengefasst, das merkwürdigerweise den Namen Amt Nauen erhielt. 1768 wurden schließlich die beiden ehemaligen Lehniner Klosterdörfer Gohlitz und Wachow vom Amt Lehnin abgetrennt und zum Amt Nauen gelegt. Anscheinend waren die Schulzen und Schöppen der beiden Dörfer damit nicht einverstanden und weigerten sich, diesen Wechsel in der Amtszugehörigkeit anzuerkennen. Sie wurden nach Spandau gebracht und mit dem Spanischen Mantel zur Anerkennung der neuen Amtszugehörigkeit erpresst. 1769 kam auch das Vorwerk Neukammer zum Amt Nauen; es gehörte vorher zum Amt Bötzow.
1872 (?1874) wurde das Amt Nauen aufgelöst. Das Amt oder Teile des Amtes wurden häufig verpachtet.

## Zugehörige Orte
- Berge, Dorf und Amtssitz (heute Ortsteil der Stadt Nauen)
- Bernitzow, Schäferei (in Berge aufgegangen). Das mittelalterliche Dorf war früh wüst gefallen; es ist bereits 1375 nicht mehr genannt. 1561 existierten wieder zwei Schäfereien auf der Feldmark Bernitzow. Die Besitzgeschichte ist nicht ganz geklärt. Ein Teil der Feldmark gehörte bis 1644 den v. Bredow auf Schwanebeck. Wahrscheinlich wurde dieser Teil mit der Feldmark Schwanebeck vereinigt. Der andere Teil kam an das Gut Berge und wurde 1720 zusammen mit Berge an den Kurfürsten verkauft.
- Gohlitz, Dorf (heute Wohnplatz der Stadt Nauen)
- Lietzow, Dorf und Vorwerk (heute Ortsteil der Stadt Nauen)
- Neukammer, Vorwerk (heute Ortsteil der Stadt Nauen). Das mittelalterliche Dorf fiel um 1350 wüst. Vermutlich wurde in der Mitte des 16. Jahrhunderts ein Vorwerk auf der wüsten Feldmark angelegt. Das Dorf bzw. später das Vorwerk gehörte der Stadt Nauen und wurde von der Kämmerei in Nauen verwaltet. Die Abgaben von drei Hufen gingen aber an das Domkapitel zu Brandenburg, und die Abgaben von einer Hufe waren schon vor 1598 in den Besitz der Familie v. d. Groeben gekommen. Diese Rechte veräußerten die v. d. Groeben 1668 an das Amt Oranienburg. Bei der Teilung des Amtes Oranienburg 1734 kamen diese Abgaben an das Amt Bötzow. 1769 wurden diese Abgaben an das Amt Nauen übertragen.
- Wachow, Dorf (heute Ortsteil der Stadt Nauen)

Das Amt Nauen in Berge hatte im Jahr 1780 1166 Einwohner, 1817 1446 Einwohner.

## Amtmänner und Pächter
- 1748 (–1750) Johann Georg Grosse[7]
- 1763 bis 1769 Gleim, Oberamtmann
- 1775 Matthias Leberecht Caspar Gleim, Oberamtmann[8]
- 1784 Leberecht Friedrich Ludwig Gleim, königlicher Oberamtmann[9]
- 1798–1808 Gleim, Oberamtmann[10][11][12]
- 1808 bis 1834 Johann Karl Gottfried (Ludwig?) Donner, Amtmann und Donnersche Erben[12][13][14][15]
- 1836–1872 Felix Victor Friese[16][17][18]